# Kosztolányi-Kann Gyula

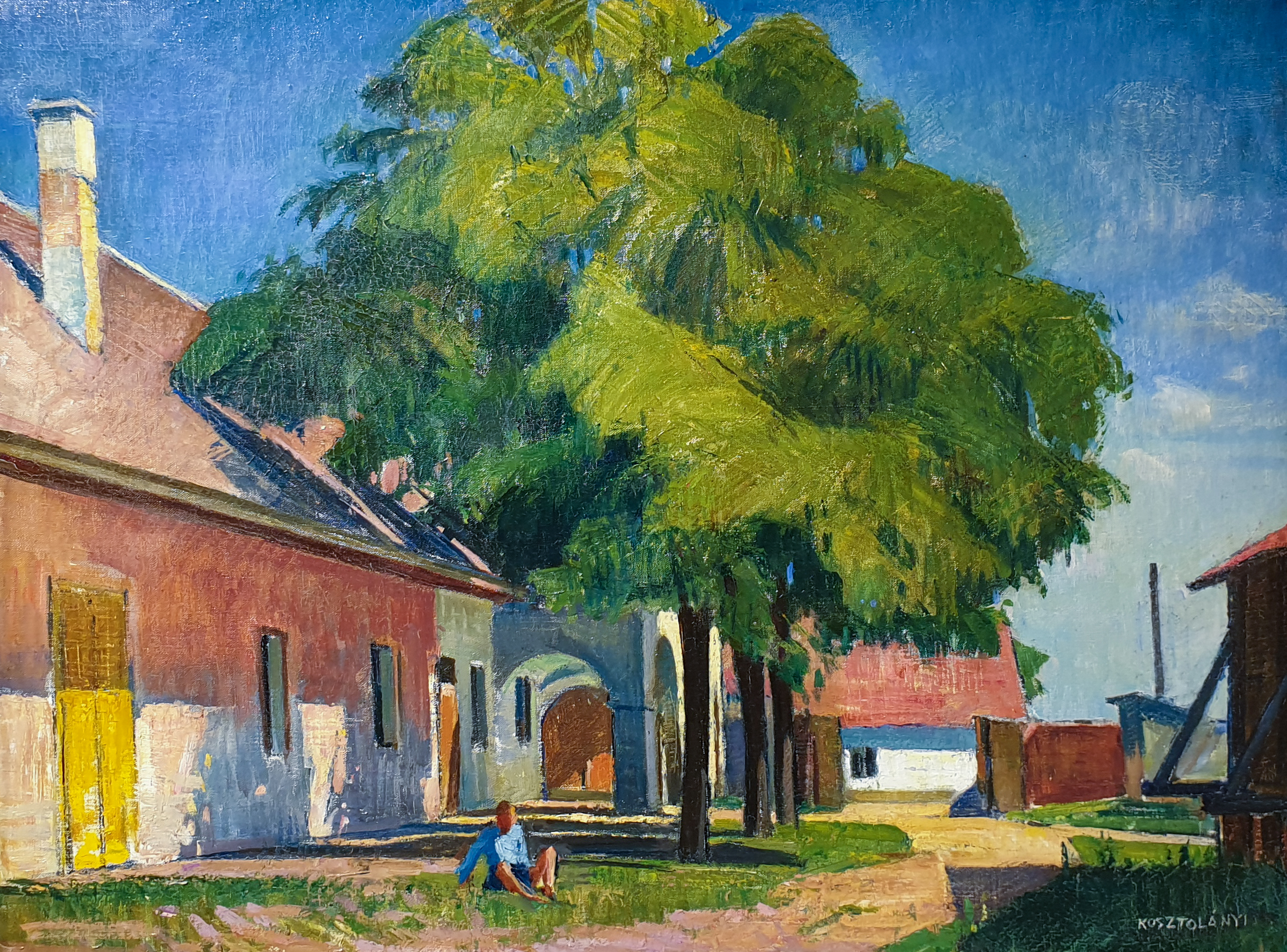
Napos udvar

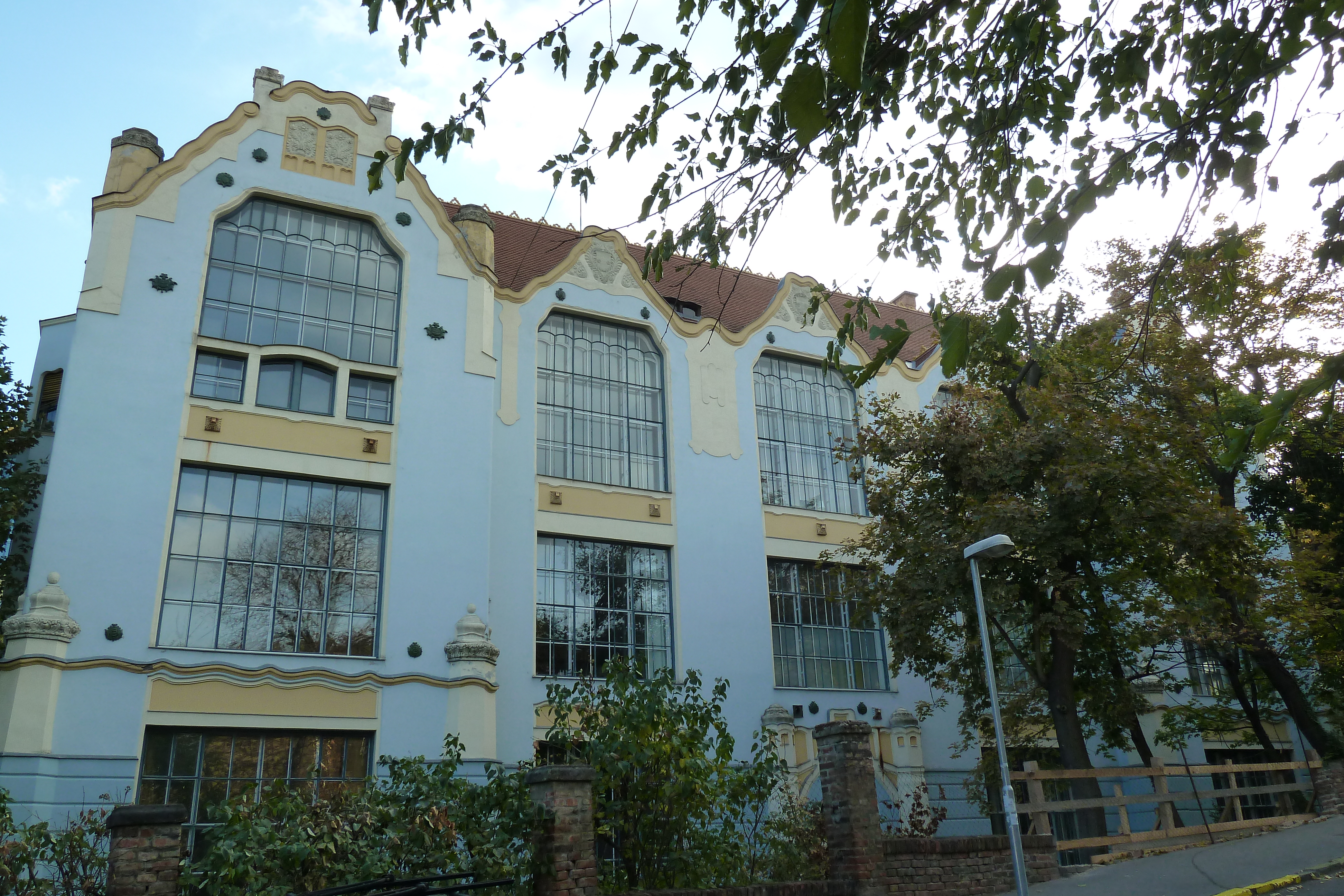
A Kelenhegyi út 12-14. sz. alatti Műterem-bérház

Kosztolányi-Kann Gyula, született Kan Gyula (Pest, 1868. január 9. – Budapest, 1946. január 5.) magyar festő és építész.

## Életpályája
Kan Lipót pálinkakereskedő (1835–1917) és Ernst Rozália fia. Építésszé képezte magát, de ideális terveken kívül, amelyek kötetekben jelentek meg, alig épített, pedig lettek volna megrendelései. Budapesti épületei közül legismertebb a Kelenhegyi-úti Műterem-bérház. Festeni Budapesten tanult Karlovszky Bertalannál, majd Münchenben Hollósy Simonnál, s előbb naturalisztikus, később életképszerű tájképeket állított ki, melyeken Henri Matisse, Paul Gauguin, Paul Cezanne festészetének színvilága és vonalvezetése is érződik.
A MIÉNK képzőművészeti csoportosulás alapító tagja, s tagja.
A Műcsarnok 1911-es kiállításán egy tájképével, Szeptemberi délután cíművel a Ráth György-díjat, Badeni motívum c. képével 1913-ban a Nemzeti Szalon aranyérmét nyerte el. Legtöbb műve magántulajdonba került, de több művét őrzi a Magyar Nemzeti Galéria is.
Kosztolányi-Kann Gyuláról Márk Lajos (1867–1942) festett arcképet az utókor számára.
Házastársa Hertzka Irén volt, akivel 1896. május 24-én Budapesten kötött házasságot.

## Ismertebb festményeiből
- Szeptemberi délután (1911)
- Borús nap (1912; Magyar Nemzeti Galéria, Budapest)
- Vízparti sétány (1912)
- Házak a víz partján (MNG)
- Külváros télen (MNG)
- Kisváros
- Látkép
- Tájkép
- Ódon házak
- Tornác
- Hollandi házak

## Ismert épületei

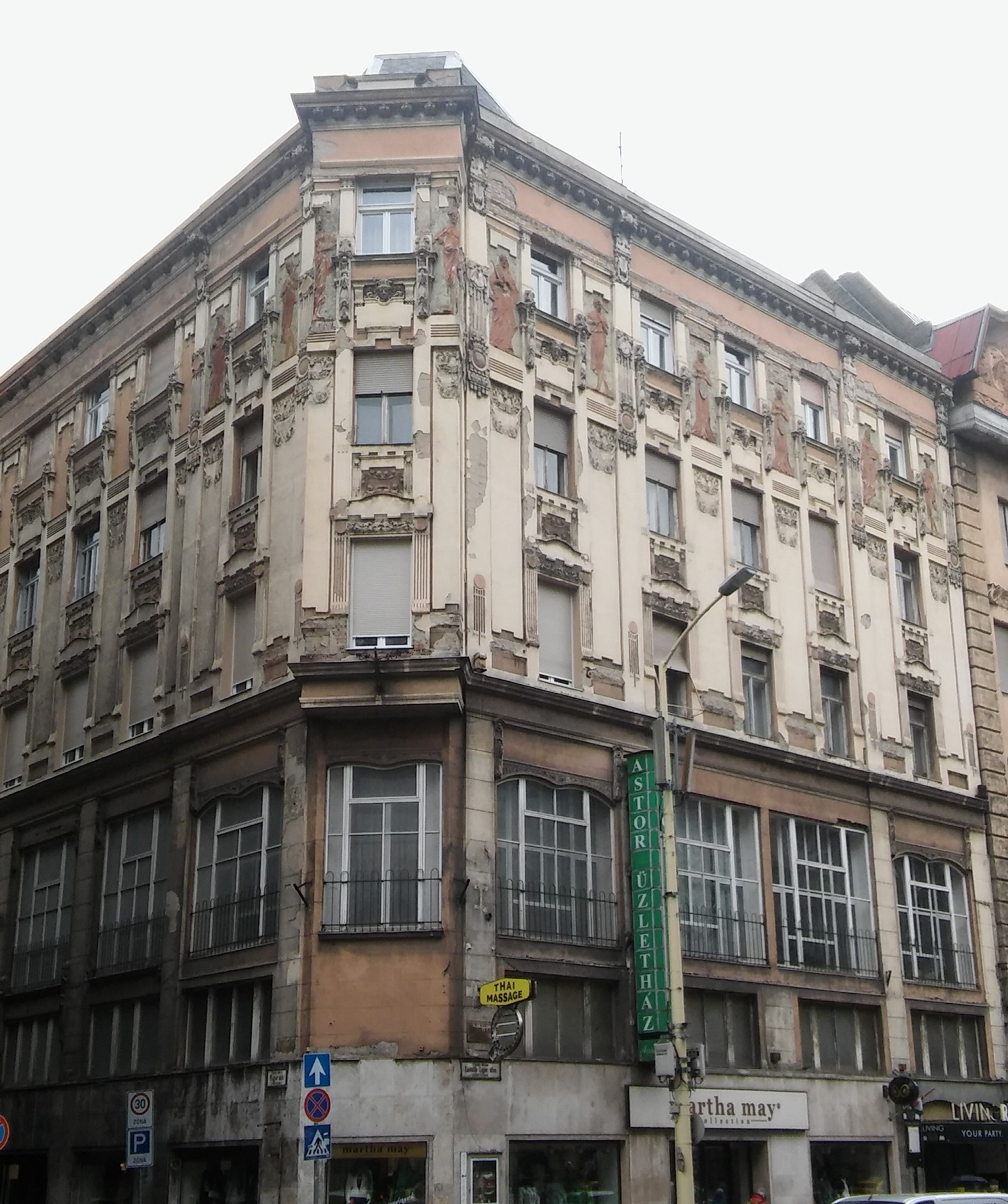
Bérház, Kossuth Lajos u. 17.

- 1895–1897: Gellérthegyi Kioszk, Budapest, Gellért-hegy – 1941-ben elpusztult[13]
- 1901: Tóásó Pál villája, 1145 Budapest, Bosnyák u. 1/b[14][15]
- 1902/1903: műterembérház, 1118 Budapest, Mányoki út 1.[14][16]
- 1903: lakóház, Budapest, Hegedüs Gyula u. [?][14]
- 1903–1904: lakóház, 1053 Budapest, Kossuth Lajos u. 17.[14][17]
- 1904–1905: Hertzka-Milkó-ház, 1132 Budapest, Radnóti Miklós u. 13. / Visegrádi u. 19.[18][19]
- 1904–1905: lakóház, 1137 Budapest, Radnóti Miklós u. 9. / Kresz Géza u. 22.[14][19][20]
- 1908: lakóház, 1137 Budapest, Radnóti Miklós u. 5-7.[21]
- ?: bérház, Budapest, 1094 Budapest, Ferenc körút 29.[22]

Az ő tervei alapján építették át 1909-ben a Fodor-bérház (Budapest, Kresz Géza u. 17., tervezte: Bernovits Gusztáv, 1898) lépcsőházát.

### Síremlékek
- 1900: Rothermund és Minich síremlék, Budapest, Fiumei úti sírkert, 1086 Budapest, Fiumei út 16-18.[14]

## Külső hivatkozások
- Élete, művei a Képzőművészet Magyarországon honlapon
- Kosztolányi Kann Gyula élete, képei a Kieselbach Galéria honlapján